# Norra Laxtjärnen
Norra Laxtjärnen är en sjö i Hagfors kommun i Värmland och ingår i Göta älvs huvudavrinningsområde.